# Rôtissoire

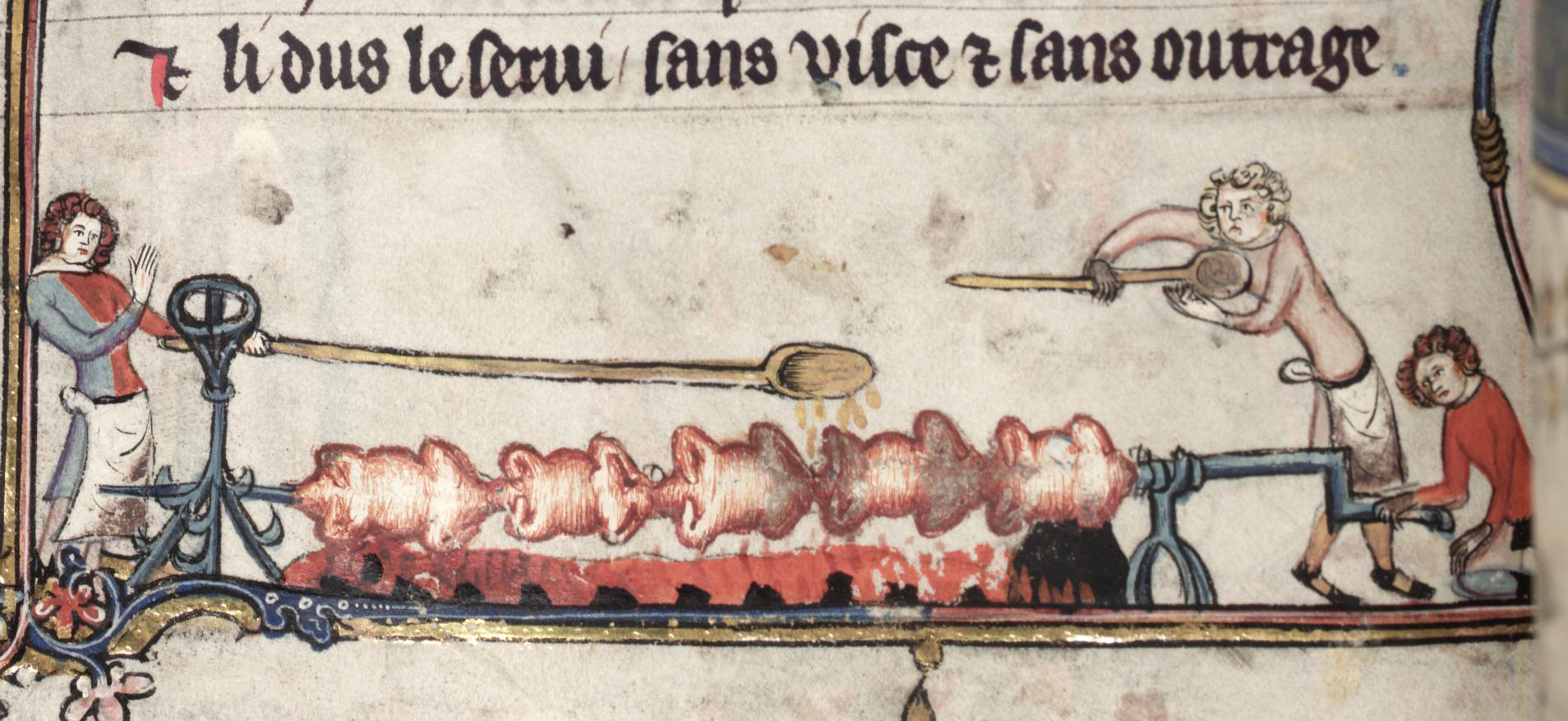
Rôtissoire médiévale.

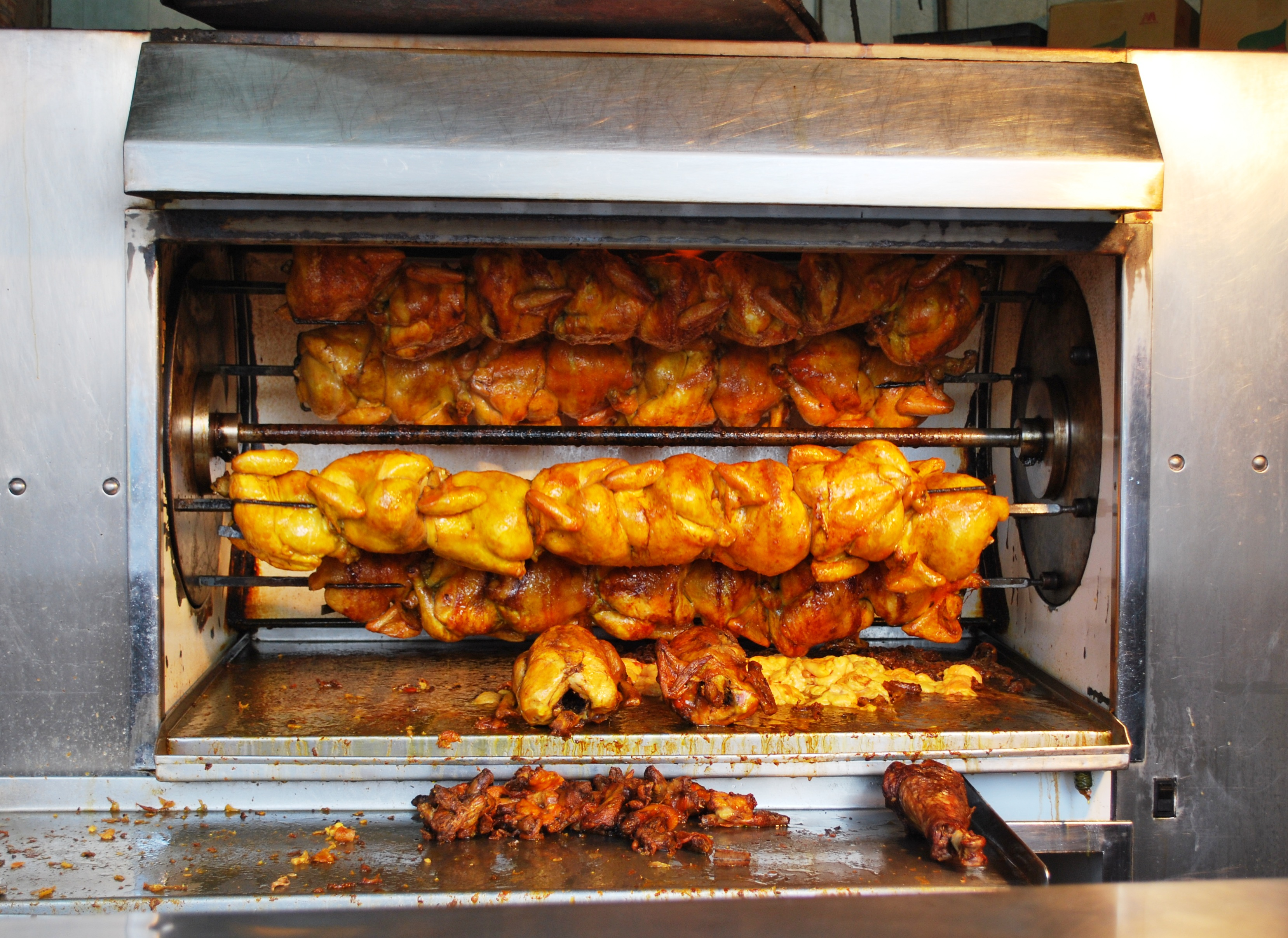
Rôtissoire professionnelle.

Une rôtissoire est un ustensile de cuisine destiné à faire rôtir les viandes.
La rôtisserie est la boutique du rôtisseur où l'on vend et déguste des viandes rôties à la broche ou au gril. C'est aussi l'appellation d'un restaurant spécialisé où l'on prépare les viandes rôties dans la salle de restauration.

## Description
Une rôtissoire se compose :

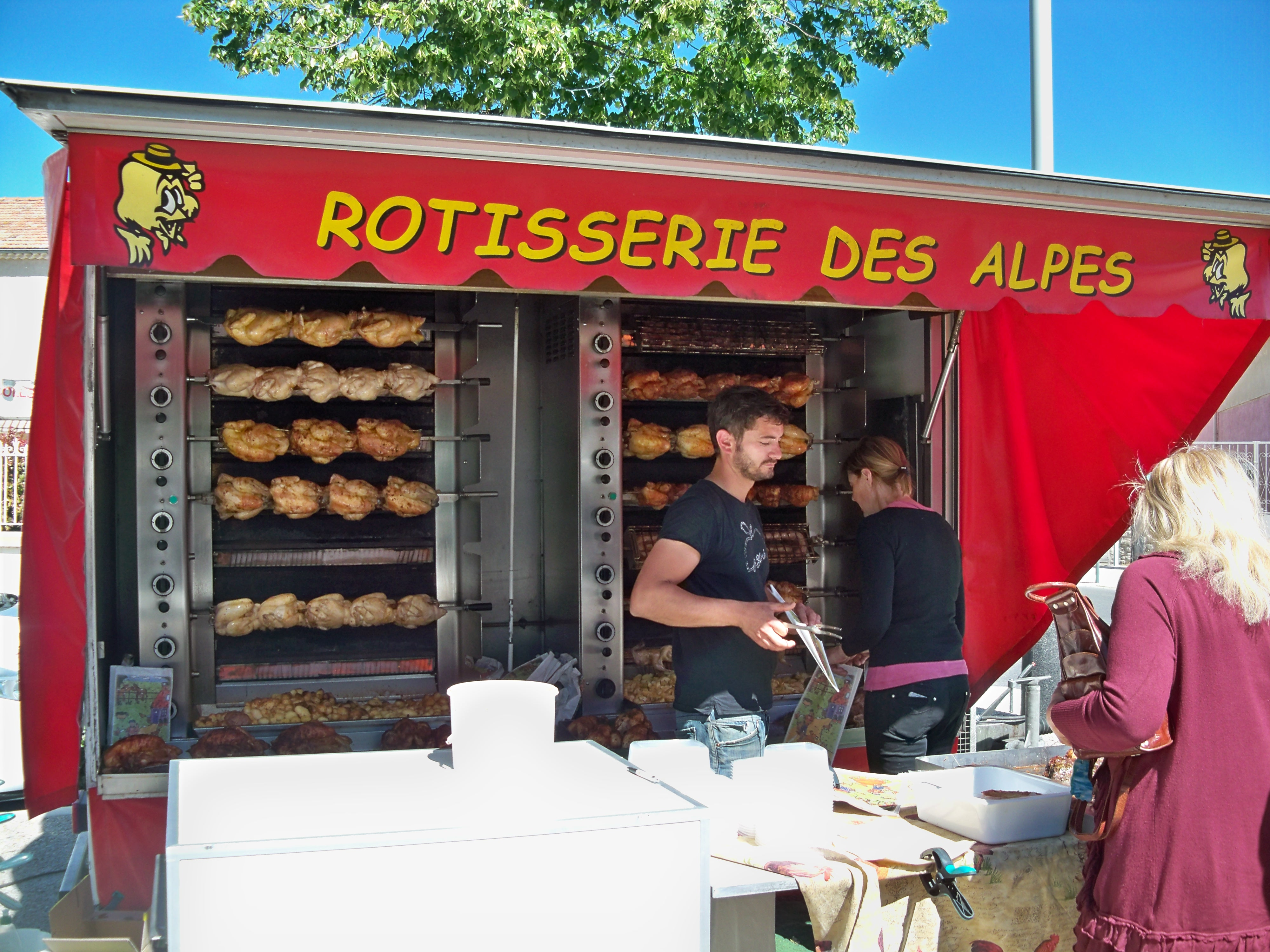
Rôtisserie au marché dominical de Monteux (Vaucluse).

- d'une broche : tige pointue en métal, pour embrocher la viande ;
- d'un tournebroche : mécanisme permettant de faire tourner la broche sur elle-même. Mû au Moyen Âge par de jeunes garçons appelés galopins, il a ensuite fonctionné grâce à des chiens qu'on faisait courir dans une roue puis, à partir du XVIIIe siècle, par un système d'horlogerie ou directement par la chaleur du foyer[1] ;
- d'une lèchefrite : récipient plat destiné à recevoir la graisse tombée de la broche.

Certaines rôtissoires peuvent recevoir plusieurs broches, comme les rôtissoires professionnelles (rôtisseries, restaurant, kebab). On trouve souvent une rôtissoire intégrée dans les fours domestiques.
Il existe depuis peu des rôtissoires dans lesquelles la viande ne tourne pas ; cette dernière est embrochée verticalement et l'effet rôtisserie est générée par une chaleur tournante. Ces rôtissoires électriques sont d'assez faible capacité (5 kg).